# Подкоритов Костянтин Едуардович
Костянтин Едуардович Подкоритов (рос. Константин Александрович Подкорытов; нар. 8 лютого 1986, Нерюнгрі, Якутська АРСР, РРФСР) — російський футболіст, півзахисник. Більшу частину кар'єри провів у краснодарських клубах.

## Життєпис
Вихованець нерюнгрійської РСДЮФШ. Дорослу футбольну кар'єру розпочав в аматорському колективі «Центр-Р-Кавказ» (Краснодар). Того ж сезону приєднався до «Краснодара-2000», у футболці якого дебютував 26 березня 2003 року в нічийному (1:1) домашньому поєдинку 1-го туру зони «Південь» Другого дивізіону проти волгоградської «Олімпії». Костянтин вийшов на поле на 80-й хвилині, замінивши Євгенія Сомченка. Дебютним голом у дорослому футболі відзначився 27 серпня 2003 року на 66-й хвилині програного (1:2) виїзного поєдинку 26-го туру зони «Південь» Другого дивізіону проти назранського «Ангушта». Подкоритов вийшов на поле на 46-й хвилині, замінивши Анатолія Гончаренка. За три з половиною сезоні, проведені в команді, в Другому дивізіоні зіграв 58 матчів (8 голів) та 3 матчі в кубку Росії.
Напередодні старту сезоні 2006 року перейшов до іменитішої «Кубані». У футболці краснодарського клубу 27 серпня 2006 року дебютував у ФНЛ, 27 серпня 2006 року в переможному (2:1) поєдинку 30-го туру проти красноярського «Металурга». Костянтин вийшов на поле на 55-й хвилині замість Рікарду Баяну, але вже на 76-й хвилині його замінив Денис Кириленко. Окрім цього в сезоні 2006 року зіграв ще 3 матчі в кубку Росії. Сезон 2007 року розпочав у дублі «Кубані», а завершив у «Краснодарі-2000». Наступний сезон розпочав в аматорському «Динамо» з Краснодара, а завершив — у «Губкіну». З 2009 по 2016 рік виступав за аматорські клуби та колективи Другого дивізіону «Гірник» (Учали) та «Гірник-2» (Учали), «Текстильник» (Іваново), «Уфа» та «Уфа-2» в тому числі й 5 поєдинків за «Уфу» в першості ФНЛ), «Текстильник» (Іваново), «Торпедо» (Москва), «Колос» (Центральний) та СКА (Ростов-на-Дону). Під час зимової перерви сезону 2016/17 років завершив кар'єру гравця.